# 学校法人上智学院
学校法人上智学院（がっこうほうじんじょうちがくいん）は、日本の学校法人。母体はイエズス会である。

## 設置校
- 上智大学
- 上智大学短期大学部
- 栄光学園中学校・高等学校
- 六甲学院中学校・高等学校
- 広島学院中学校・高等学校
- 上智福岡中学校・高等学校

## 旧設置校
- 上智社会福祉専門学校（2022年閉校）